# Nové Město pod Smrkem
Nové Město pod Smrkem (in tedesco Neustadt an der Tafelfichte) è una città della Repubblica Ceca facente parte del distretto di Liberec, nella regione omonima.